# Reprezentacja Meksyku w hokeju na lodzie mężczyzn
Reprezentacja Meksyku w hokeju na lodzie mężczyzn – kadra Meksyku w hokeju na lodzie.

## Historia
Od 1985 roku jest członkiem IIHF, jednak swój pierwszy mecz międzypaństwowy rozegrała dopiero piętnaście lat później, kiedy to zagrali przeciwko reprezentacji Belgii, przegrywając to spotkanie pięcioma bramkami. Swoje pierwsze zwycięstwo osiągnęli w 2001 roku. Podczas mistrzostw świata grupy D (odpowiednik III dywizji) pokonali Luksemburg 7:1. Obecnie (po mistrzostwach świata 2011) zajmuje 33. miejsce w rankingu IIHF. Dotychczas nie wystartowali w igrzyskach olimpijskich, a na mistrzostwach świata startują od 2000 roku.
Jest jedną z trzech drużyn Ameryki Północnej (obok Kanady oraz Stanów Zjednoczonych) i jedyną drużyną z Ameryki Łacińskiej, która uczestniczy w mistrzostwach świata.

## Wyniki na Mistrzostwach Świata
- 2000: 40. miejsce (7.miejsce w Grupie D)
- 2001: 40. miejsce (6.miejsce w II dywizji)
- 2002: 42. miejsce (2.miejsce w kwalifikacjach II dywizji)
- 2003: 40. miejsce (6.miejsce w II dywizji)
- 2004: 43. miejsce (3.miejsce w III dywizji)
- 2005: 41. miejsce (1.miejsce w III dywizji)
- 2006: 38. miejsce (5.miejsce w II dywizji)
- 2007: 37. miejsce (5.miejsce w II dywizji)
- 2008: 35. miejsce (4.miejsce w II dywizji)
- 2009: 37. miejsce (5.miejsce w II dywizji)
- 2010: 37. miejsce (5.miejsce w II dywizji)
- 2011: 38. miejsce (5.miejsce w II dywizji)
- 2012: 38. miejsce (5.miejsce w II dywizji, Grupy B)
- 2013: 37. miejsce (4.miejsce w II dywizji, Grupy B)
- 2014: 35. miejsce (2.miejsce w II dywizji, Grupy B)
- 2015: 36. miejsce (3.miejsce w II dywizji, Grupy B)
- 2016: 35. miejsce (2.miejsce w II dywizji, Grupy B)
- 2017: 38. miejsce (5.miejsce w II dywizji, Grupy B)